# 24 Heures de Daytona 2007
Navigation
Édition précédente Édition suivante
Les 24 Heures de Daytona 2007 (Rolex 24 At Daytona 2007), disputées les 27 janvier 2007 et 28 janvier 2007 sur le Daytona International Speedway, sont la quarante-cinquième édition de cette épreuve, la quarante-et-unième sur un format de vingt-quatre heures, et la première manche des Rolex Sports Car Series 2007.

## Classement de la course
Classement à l'issue de la course (vainqueurs de catégorie en gras), :
| Pos.   | Catégorie | N°                   | Écurie                                        | Pilotes                                                                     | Châssis/Moteur               | Tours/Abandon |
| ------ | --------- | -------------------- | --------------------------------------------- | --------------------------------------------------------------------------- | ---------------------------- | ------------- |
| 1      | DP        | 01                   | TELMEX Chip Ganassi Racing with Felix Sabates | Scott Pruett Salvador Durán Juan Pablo Montoya                              | Riley Mk XI                  | 668           |
| 1      | DP        | 01                   | TELMEX Chip Ganassi Racing with Felix Sabates | Scott Pruett Salvador Durán Juan Pablo Montoya                              | Lexus 5.0 L V8               | 668           |
| 2      | DP        | 11                   | SAMAX                                         | Milka Duno Patrick Carpentier Darren Manning Ryan Dalziel                   | Riley Mk XI                  | 668           |
| 2      | DP        | 11                   | SAMAX                                         | Milka Duno Patrick Carpentier Darren Manning Ryan Dalziel                   | Pontiac 5.0 L V8             | 668           |
| 3      | DP        | 10                   | SunTrust Racing                               | Wayne Taylor Max Angelelli Jeff Gordon Jan Magnussen                        | Riley Mk XI                  | 666           |
| 3      | DP        | 10                   | SunTrust Racing                               | Wayne Taylor Max Angelelli Jeff Gordon Jan Magnussen                        | Pontiac 5.0 L V8             | 666           |
| 4      | DP        | 59                   | Brumos Porsche/Kendall                        | J. C. France Hurley Haywood João Barbosa Roberto Moreno David Donohue       | Riley Mk XI                  | 662           |
| 4      | DP        | 59                   | Brumos Porsche/Kendall                        | J. C. France Hurley Haywood João Barbosa Roberto Moreno David Donohue       | Porsche 3.6 L Flat-6         | 662           |
| 5      | DP        | 61                   | Exchange Traded Gold AIM Autosport            | Brian Frisselle Burt Frisselle Mark Wilkins David Empringham                | Riley Mk XI                  | 657           |
| 5      | DP        | 61                   | Exchange Traded Gold AIM Autosport            | Brian Frisselle Burt Frisselle Mark Wilkins David Empringham                | Lexus 5.0 L V8               | 657           |
| 6      | DP        | 7                    | SAMAX                                         | Chris Festa Tomáš Enge Christian Montanari Roger Yasukawa Kris Szekeres     | Riley Mk XI                  | 655           |
| 6      | DP        | 7                    | SAMAX                                         | Chris Festa Tomáš Enge Christian Montanari Roger Yasukawa Kris Szekeres     | Pontiac 5.0 L V8             | 655           |
| 7      | DP        | 77                   | Feeds The Need/Doran Racing                   | Memo Gidley Fabrizio Gollin Michel Jourdain Jr. Oriol Servià                | Doran JE4                    | 655           |
| 7      | DP        | 77                   | Feeds The Need/Doran Racing                   | Memo Gidley Fabrizio Gollin Michel Jourdain Jr. Oriol Servià                | Ford 5.0 L V8                | 655           |
| 8      | DP        | 47                   | TruSpeed Motorsports                          | Charles Morgan Rob Morgan Timo Bernhard B. J. Zacharias                     | Riley Mk XI                  | 636           |
| 8      | DP        | 47                   | TruSpeed Motorsports                          | Charles Morgan Rob Morgan Timo Bernhard B. J. Zacharias                     | Porsche 3.6 L Flat-6         | 636           |
| 9      | DP        | 60                   | Michael Shank Racing                          | Mark Patterson Oswaldo Negri Jr. Hélio Castroneves Sam Hornish Jr.          | Riley Mk XI                  | 628           |
| 9      | DP        | 60                   | Michael Shank Racing                          | Mark Patterson Oswaldo Negri Jr. Hélio Castroneves Sam Hornish Jr.          | Lexus 5.0 L V8               | 628           |
| 10 DNF | DP        | 19                   | Finlay Motorsports                            | Rob Finlay Michael Valiante Michael McDowell Bobby Labonte                  | Crawford DP03                | 627           |
| 10 DNF | DP        | 19                   | Finlay Motorsports                            | Rob Finlay Michael Valiante Michael McDowell Bobby Labonte                  | Ford 5.0 L V8                | 627           |
| 11     | GT        | 22                   | Alegra Motorsports/Fiorano Racing             | Carlos de Quesada Jean-François Dumoulin Scooter Gabel Marc Basseng         | Porsche 997 GT3 Cup          | 626           |
| 11     | GT        | 22                   | Alegra Motorsports/Fiorano Racing             | Carlos de Quesada Jean-François Dumoulin Scooter Gabel Marc Basseng         | Porsche 3.6 L Flat-6         | 626           |
| 12     | GT        | 07                   | Banner Racing                                 | Paul Edwards Kelly Collins Andy Pilgrim Johnny O'Connell                    | Pontiac GXP.R                | 626           |
| 12     | GT        | 07                   | Banner Racing                                 | Paul Edwards Kelly Collins Andy Pilgrim Johnny O'Connell                    | Pontiac LS2 6.0 L V8         | 626           |
| 13     | GT        | 64                   | TRG                                           | Jim Lowe Jim Pace Johannes van Overbeek Ralf Kelleners                      | Porsche 997 GT3 Cup          | 625           |
| 13     | GT        | 64                   | TRG                                           | Jim Lowe Jim Pace Johannes van Overbeek Ralf Kelleners                      | Porsche 3.6 L Flat-6         | 625           |
| 14     | GT        | 06                   | Banner Racing                                 | Leighton Reese Tim Lewis Jr. Johnny O'Connell Paul Edwards                  | Pontiac GXP.R                | 624           |
| 14     | GT        | 06                   | Banner Racing                                 | Leighton Reese Tim Lewis Jr. Johnny O'Connell Paul Edwards                  | Pontiac LS2 6.0 L V8         | 624           |
| 15     | GT        | 70                   | SpeedSource                                   | David Haskell Sylvain Trembley Nick Ham Randy Pobst                         | Mazda RX-8                   | 624           |
| 15     | GT        | 70                   | SpeedSource                                   | David Haskell Sylvain Trembley Nick Ham Randy Pobst                         | Mazda 1.3 L 3-Rotor          | 624           |
| 16     | GT        | 73                   | Tafel Racing                                  | Lars Nielsen Dieter Quester Brent Martini Philipp Peter                     | Porsche 997 GT3 Cup          | 617           |
| 16     | GT        | 73                   | Tafel Racing                                  | Lars Nielsen Dieter Quester Brent Martini Philipp Peter                     | Porsche 3.6 L Flat-6         | 617           |
| 17     | DP        | 75                   | Krohn Racing                                  | Colin Braun Max Papis JJ Lehto                                              | Riley Mk XI                  | 615           |
| 17     | DP        | 75                   | Krohn Racing                                  | Colin Braun Max Papis JJ Lehto                                              | Pontiac 5.0 L V8             | 615           |
| 18     | DP        | 23                   | Ruby Tuesday Championship Racing              | Jörg Bergmeister Romain Dumas Patrick Long                                  | Crawford DP03                | 615           |
| 18     | DP        | 23                   | Ruby Tuesday Championship Racing              | Jörg Bergmeister Romain Dumas Patrick Long                                  | Porsche 3.6 L Flat-6         | 615           |
| 19     | GT        | 69                   | SpeedSource                                   | Emil Assentato Nick Longhi Jeff Segal Matt Plumb                            | Mazda RX-8                   | 612           |
| 19     | GT        | 69                   | SpeedSource                                   | Emil Assentato Nick Longhi Jeff Segal Matt Plumb                            | Mazda 1.3 L 3-Rotor          | 612           |
| 20     | GT        | 17                   | Doncaster Racing                              | David Lacey Greg Wilkins Johnny Mowlem Tom Papadopoulos Lance Arnold        | Porsche 997 GT3 Cup          | 611           |
| 20     | GT        | 17                   | Doncaster Racing                              | David Lacey Greg Wilkins Johnny Mowlem Tom Papadopoulos Lance Arnold        | Porsche 3.6 L Flat-6         | 611           |
| 21     | DP        | 76                   | Krohn Racing                                  | Tracy Krohn Niclas Jönsson Boris Said                                       | Riley Mk XI                  | 607           |
| 21     | DP        | 76                   | Krohn Racing                                  | Tracy Krohn Niclas Jönsson Boris Said                                       | Pontiac 5.0 L V8             | 607           |
| 22     | GT        | 35                   | Playboy Racing/Unitech                        | Tommy Constantine Mike Borkowski David Murry Hal Prewitt                    | Porsche 997 GT3 Cup          | 606           |
| 22     | GT        | 35                   | Playboy Racing/Unitech                        | Tommy Constantine Mike Borkowski David Murry Hal Prewitt                    | Porsche 3.6 L Flat-6         | 606           |
| 23     | GT        | 27                   | O'Connell Racing                              | Kevin O'Connell Mike Speakman Jason Bowles Kevin Roush Lonnie Pechnik       | Porsche 996 GT3 Cup          | 605           |
| 23     | GT        | 27                   | O'Connell Racing                              | Kevin O'Connell Mike Speakman Jason Bowles Kevin Roush Lonnie Pechnik       | Porsche 3.6 L Flat-6         | 605           |
| 24     | DP        | 39                   | Cheever Racing                                | Christian Fittipaldi Eddie Cheever Jr. Emmanuel Collard Sascha Maassen      | Crawford DP03                | 601           |
| 24     | DP        | 39                   | Cheever Racing                                | Christian Fittipaldi Eddie Cheever Jr. Emmanuel Collard Sascha Maassen      | Porsche 3.6 L Flat-6         | 601           |
| 25     | DP        | 84                   | Robinson Racing                               | George Robinson Wally Dallenbach Jr. Paul Dallenbach Katherine Legge        | Riley Mk XI                  | 596           |
| 25     | DP        | 84                   | Robinson Racing                               | George Robinson Wally Dallenbach Jr. Paul Dallenbach Katherine Legge        | Pontiac 5.0 L V8             | 596           |
| 26     | DP        | 6                    | Michael Shank Racing                          | Henry Zogaib Ian James Paul Tracy A. J. Allmendinger                        | Riley Mk XI                  | 595           |
| 26     | DP        | 6                    | Michael Shank Racing                          | Henry Zogaib Ian James Paul Tracy A. J. Allmendinger                        | Lexus 5.0 L V8               | 595           |
| 27     | GT        | 81                   | Synergy Racing                                | Steve Johnson Richard Westbrook Richard Lietz Patrick Huisman               | Porsche 997 GT3 Cup          | 590           |
| 27     | GT        | 81                   | Synergy Racing                                | Steve Johnson Richard Westbrook Richard Lietz Patrick Huisman               | Porsche 3.6 L Flat-6         | 590           |
| 28     | GT        | 67                   | TRG                                           | Tom Cloet Pierre Bourque (en) Mike Solley Auston Harris                     | Porsche 997 GT3 Cup          | 588           |
| 28     | GT        | 67                   | TRG                                           | Tom Cloet Pierre Bourque (en) Mike Solley Auston Harris                     | Porsche 3.6 L Flat-6         | 588           |
| 29 DNF | DP        | 00                   | Vision Racing                                 | Ed Carpenter Tomas Scheckter Tony George A. J. Foyt IV Stéphane Grégoire    | Crawford DP03                | 587           |
| 29 DNF | DP        | 00                   | Vision Racing                                 | Ed Carpenter Tomas Scheckter Tony George A. J. Foyt IV Stéphane Grégoire    | Porsche 3.6 L Flat-6         | 587           |
| 30     | GT        | 65                   | TRG                                           | Murray Marden Brent Milner John Peterson Michael Gomez                      | Porsche 997 GT3 Cup          | 583           |
| 30     | GT        | 65                   | TRG                                           | Murray Marden Brent Milner John Peterson Michael Gomez                      | Porsche 3.6 L Flat-6         | 583           |
| 31 DNF | GT        | 85                   | Farnbacher Loles Motorsports                  | Leh Keen Pierre Ehret Dirk Werner Jörg Hardt                                | Porsche 997 GT3 Cup          | 579           |
| 31 DNF | GT        | 85                   | Farnbacher Loles Motorsports                  | Leh Keen Pierre Ehret Dirk Werner Jörg Hardt                                | Porsche 3.6 L Flat-6         | 579           |
| 32     | DP        | 51                   | Cheever Racing                                | Mike Newton Thomas Erdos Harrison Brix Eddie Cheever Jr.                    | Fabcar FDSC/03               | 579           |
| 32     | DP        | 51                   | Cheever Racing                                | Mike Newton Thomas Erdos Harrison Brix Eddie Cheever Jr.                    | Porsche 3.6 L Flat-6         | 579           |
| 33     | GT        | 68                   | TRG                                           | Ted Ballou Rocco DeSimone II Brad Jaeger Chris Gleason                      | Porsche 997 GT3 Cup          | 578           |
| 33     | GT        | 68                   | TRG                                           | Ted Ballou Rocco DeSimone II Brad Jaeger Chris Gleason                      | Porsche 3.6 L Flat-6         | 578           |
| 34     | GT        | 14                   | Autometrics Motorsports                       | Bransen Patch Mac McGehee Wes Allen Jim Hamblin Cory Friedman               | Porsche 996 GT3 Cup          | 572           |
| 34     | GT        | 14                   | Autometrics Motorsports                       | Bransen Patch Mac McGehee Wes Allen Jim Hamblin Cory Friedman               | Porsche 3.6 L Flat-6         | 572           |
| 35     | GT        | 66                   | TRG                                           | Spencer Pumpelly Richard Valentine Andy Lally Mark Greenberg Kevin Buckler  | Porsche 997 GT3 Cup          | 563           |
| 35     | GT        | 66                   | TRG                                           | Spencer Pumpelly Richard Valentine Andy Lally Mark Greenberg Kevin Buckler  | Porsche 3.6 L Flat-6         | 563           |
| 36 DNF | DP        | 91                   | Lowe's Riley-Matthews Motorsports             | Jim Matthews Marc Goossens Jimmie Johnson Ryan Hunter-Reay                  | Riley Mk XI                  | 560           |
| 36 DNF | DP        | 91                   | Lowe's Riley-Matthews Motorsports             | Jim Matthews Marc Goossens Jimmie Johnson Ryan Hunter-Reay                  | Pontiac 5.0 L V8             | 560           |
| 37     | GT        | 72                   | Tafel Racing                                  | Andrew Davis Nathan Swartzbaugh Robin Liddell Dirk Müller Jim Tafel         | Porsche 997 GT3 Cup          | 555           |
| 37     | GT        | 72                   | Tafel Racing                                  | Andrew Davis Nathan Swartzbaugh Robin Liddell Dirk Müller Jim Tafel         | Porsche 3.6 L Flat-6         | 555           |
| 38     | GT        | 87                   | Farnbacher Loles Motorsports                  | Christian Zugel John Burke Gunnar Jeannette Ryan Eversley                   | Porsche 997 GT3 Cup          | 545           |
| 38     | GT        | 87                   | Farnbacher Loles Motorsports                  | Christian Zugel John Burke Gunnar Jeannette Ryan Eversley                   | Porsche 3.6 L Flat-6         | 545           |
| 39 DNF | GT        | 74                   | Tafel Racing                                  | Eric Lux Wolf Henzler Dominik Farnbacher Jim Tafel                          | Porsche 997 GT3 Cup          | 544           |
| 39 DNF | GT        | 74                   | Tafel Racing                                  | Eric Lux Wolf Henzler Dominik Farnbacher Jim Tafel                          | Porsche 3.6 L Flat-6         | 544           |
| 40     | DP        | 58                   | Red Bull/Brumos Porsche                       | David Donohue Darren Law Buddy Rice Scott Sharp Hurley Haywood              | Riley Mk XI                  | 542           |
| 40     | DP        | 58                   | Red Bull/Brumos Porsche                       | David Donohue Darren Law Buddy Rice Scott Sharp Hurley Haywood              | Porsche 3.6 L Flat-6         | 542           |
| 41 DNF | DP        | 02                   | Target Chip Ganassi Racing with Felix Sabates | Scott Dixon Dan Wheldon Memo Rojas                                          | Riley Mk XI                  | 538           |
| 41 DNF | DP        | 02                   | Target Chip Ganassi Racing with Felix Sabates | Scott Dixon Dan Wheldon Memo Rojas                                          | Lexus 5.0 L V8               | 538           |
| 42     | GT        | 43                   | Team Sahlen                                   | Joe Sahlen Joe Nonnamaker Will Nonnamaker Wayne Nonnamaker                  | Chevrolet Corvette           | 530           |
| 42     | GT        | 43                   | Team Sahlen                                   | Joe Sahlen Joe Nonnamaker Will Nonnamaker Wayne Nonnamaker                  | Chevrolet LS2 6.0 L V8       | 530           |
| 43     | GT        | 42                   | Team Sahlen                                   | Michael Auriemma John Mayes David Kaemmer Chris Willcox Matt Varsha         | Porsche 996 GT3 Cup          | 514           |
| 43     | GT        | 42                   | Team Sahlen                                   | Michael Auriemma John Mayes David Kaemmer Chris Willcox Matt Varsha         | Porsche 3.6 L Flat-6         | 514           |
| 44     | GT        | 89                   | Autometrics Motorsports                       | Fraser Wellon Barry Ellis Frank Rossi Michael Grande Owen Trinkler          | Porsche 997 GT3 Cup          | 512           |
| 44     | GT        | 89                   | Autometrics Motorsports                       | Fraser Wellon Barry Ellis Frank Rossi Michael Grande Owen Trinkler          | Porsche 3.6 L Flat-6         | 512           |
| 45     | GT        | 83                   | Synergy Racing                                | Dave Gaylord Don Pickering Hal Hilton Ben McCrackin                         | Porsche 997 GT3 Cup          | 508           |
| 45     | GT        | Porsche 3.6 L Flat-6 | Synergy Racing                                | Dave Gaylord Don Pickering Hal Hilton Ben McCrackin                         |                              | 508           |
| 46 DNF | DP        | 99                   | GAINSCO/Bob Stallings Racing                  | Alex Gurney Jon Fogarty Jimmy Vasser Bob Stallings                          | Riley Mk XI                  | 493           |
| 46 DNF | DP        | 99                   | GAINSCO/Bob Stallings Racing                  | Alex Gurney Jon Fogarty Jimmy Vasser Bob Stallings                          | Pontiac 5.0 L V8             | 493           |
| 47 DNF | DP        | 12                   | RVO Motorsports                               | Roger Schramm Jack Baldwin Bill Lester Justin Bell John Heinricy            | Riley Mk XI                  | 458           |
| 47 DNF | DP        | 12                   | RVO Motorsports                               | Roger Schramm Jack Baldwin Bill Lester Justin Bell John Heinricy            | Pontiac 5.0 L V8             | 458           |
| 48 DNF | DP        | 20                   | Howard Motorsports                            | Andy Wallace Butch Leitzinger Tony Stewart                                  | Crawford DP03                | 450           |
| 48 DNF | DP        | 20                   | Howard Motorsports                            | Andy Wallace Butch Leitzinger Tony Stewart                                  | Pontiac 5.0 L V8             | 450           |
| 49     | GT        | 57                   | Stevenson Motorsports                         | Dominic Cicero II Marc Bunting James Gue John Stevenson Lou Gigliotti       | Chevrolet Corvette Z06       | 444           |
| 49     | GT        | 57                   | Stevenson Motorsports                         | Dominic Cicero II Marc Bunting James Gue John Stevenson Lou Gigliotti       | Chevrolet LS7 7.0 L V8       | 444           |
| 50 DNF | GT        | 88                   | Farnbacher Loles Motorsports                  | Craig Stanton Bryce Miller Antonín Charouz Justin Jackson Tom Pank          | Porsche 997 GT3 Cup          | 434           |
| 50 DNF | GT        | 88                   | Farnbacher Loles Motorsports                  | Craig Stanton Bryce Miller Antonín Charouz Justin Jackson Tom Pank          | Porsche 3.6 L Flat-6         | 434           |
| 51     | GT        | 97                   | Stevenson Motorsports                         | Vic Rice Tommy Riggins John Stevenson Spencer Trenery Lou Gigliotti         | Chevrolet Corvette Z06       | 414           |
| 51     | GT        | 97                   | Stevenson Motorsports                         | Vic Rice Tommy Riggins John Stevenson Spencer Trenery Lou Gigliotti         | Chevrolet LS7 7.0 L V8       | 414           |
| 52 DNF | DP        | 05                   | Luggage Express Team Sigalsport BMW           | Bill Auberlen Matthew Alhadeff Gene Sigal Karl Wendlinger                   | Riley Mk XI                  | 367           |
| 52 DNF | DP        | 05                   | Luggage Express Team Sigalsport BMW           | Bill Auberlen Matthew Alhadeff Gene Sigal Karl Wendlinger                   | BMW 5.0 L V8                 | 367           |
| 53 DNF | GT        | 30                   | Racer's Edge Motorsports                      | Lawson Aschenbach Justin Lofton Ross Smith Mark Pavan                       | Pontiac GXP.R                | 359           |
| 53 DNF | GT        | 30                   | Racer's Edge Motorsports                      | Lawson Aschenbach Justin Lofton Ross Smith Mark Pavan                       | Pontiac LS2 6.0 L V8         | 359           |
| 54 DNF | GT        | 41                   | Team Sahlen                                   | Robb Brent Tom Malloy Jim Michaelian Bob Michaelian Ernie Becker            | Porsche 996 GT3 Cup          | 316           |
| 54 DNF | GT        | Porsche 3.6 L Flat-6 | Team Sahlen                                   | Robb Brent Tom Malloy Jim Michaelian Bob Michaelian Ernie Becker            |                              | 316           |
| 55 DNF | DP        | 16                   | Howard Motorsports                            | Chris Dyson Rob Dyson Guy Smith Oliver Gavin                                | Crawford DP03                | 295           |
| 55 DNF | DP        | 16                   | Howard Motorsports                            | Chris Dyson Rob Dyson Guy Smith Oliver Gavin                                | Porsche 3.6 L Flat-6         | 295           |
| 56 DNF | GT        | 24                   | Matt Connolly Motorsports                     | Matt Pickett Bill Cotter Mark Montgomery Todd Hanson Rich Walker            | BMW M3 E46                   | 276           |
| 56 DNF | GT        | 24                   | Matt Connolly Motorsports                     | Matt Pickett Bill Cotter Mark Montgomery Todd Hanson Rich Walker            | BMW 3.2 L I6                 | 276           |
| 57 DNF | GT        | 82                   | Synergy Racing                                | Don Kitch Jr. Chris Pennington Chris Pallis Tony Bawcutt                    | Porsche 997 GT3 Cup          | 250           |
| 57 DNF | GT        | 82                   | Synergy Racing                                | Don Kitch Jr. Chris Pennington Chris Pallis Tony Bawcutt                    | Porsche 3.6 L Flat-6         | 250           |
| 58 DNF | DP        | 18                   | VICI Racing                                   | Uwe Alzen Robert Renauer Terry Borcheller Gastón Mazzacane                  | Fabcar FDSC/03               | 240           |
| 58 DNF | DP        | 18                   | VICI Racing                                   | Uwe Alzen Robert Renauer Terry Borcheller Gastón Mazzacane                  | Porsche 3.6 L Flat-6         | 240           |
| 59 DNF | GT        | 15                   | Blackforest Motorsports                       | Tom Nastasi Alex Tagliani Guy Cosmo Valerie Limoges                         | Ford Mustang Cobra GT        | 235           |
| 59 DNF | GT        | 15                   | Blackforest Motorsports                       | Tom Nastasi Alex Tagliani Guy Cosmo Valerie Limoges                         | Ford 4.6 L V8                | 235           |
| 60     | GT        | 86                   | Farnbacher Loles Motorsports                  | Larry Bowman Don Bell Lance Willsley Shawn Price                            | Porsche 997 GT3 Cup          | 232           |
| 60     | GT        | 86                   | Farnbacher Loles Motorsports                  | Larry Bowman Don Bell Lance Willsley Shawn Price                            | Porsche 3.6 L Flat-6         | 232           |
| 61 DNF | GT        | 45                   | Howard Motorsports                            | Rob Wilson John Lewis Bryan Sellers Joey Hand                               | Infiniti G35                 | 230           |
| 61 DNF | GT        | 45                   | Howard Motorsports                            | Rob Wilson John Lewis Bryan Sellers Joey Hand                               | Infiniti 3.7 L V6            | 230           |
| 62 DNF | DP        | 3                    | Southard Motorsports                          | Shane Lewis Randy Ruhlman Graham Rahal Elliot Forbes-Robinson               | Riley Mk XI                  | 214           |
| 62 DNF | DP        | 3                    | Southard Motorsports                          | Shane Lewis Randy Ruhlman Graham Rahal Elliot Forbes-Robinson               | Lexus 5.0 L V8               | 214           |
| 63 DNF | GT        | 28                   | At Speed Motorsports                          | Ian Baas Joel Feinberg Bruce McQuiston Joseph Safina                        | Porsche 997 GT3 Cup          | 196           |
| 63 DNF | GT        | 28                   | At Speed Motorsports                          | Ian Baas Joel Feinberg Bruce McQuiston Joseph Safina                        | Porsche 3.6 L Flat-6         | 196           |
| 64 DNF | GT        | 46                   | Michael Baughman Racing                       | Michael Baughman Bryce Collyer John Connolly Mike Yeakle Frank Del Vecchio  | Chevrolet Corvette           | 186           |
| 64 DNF | GT        | 46                   | Michael Baughman Racing                       | Michael Baughman Bryce Collyer John Connolly Mike Yeakle Frank Del Vecchio  | Chevrolet 5.7 L V8           | 186           |
| 65 DNF | GT        | 08                   | Goldin Brothers Racing                        | Steve Goldin Keith Goldin John Finger Ron Zitza                             | Mazda RX-8                   | 163           |
| 65 DNF | GT        | 08                   | Goldin Brothers Racing                        | Steve Goldin Keith Goldin John Finger Ron Zitza                             | Mazda 1.3 L 3-Rotor          | 163           |
| 66 DNF | GT        | 21                   | Matt Connolly Motorsports                     | Matt Connolly Adam Pecorari Jason Workman Ray Mason Romeo Kapudija          | BMW M3 E46                   | 153           |
| 66 DNF | GT        | 21                   | Matt Connolly Motorsports                     | Matt Connolly Adam Pecorari Jason Workman Ray Mason Romeo Kapudija          | BMW 3.2 L I6                 | 153           |
| 67 DNF | GT        | 48                   | WTF Engineering                               | Hans Hauser Robert Dubler Ed Magner Michael DeFontes                        | Chevrolet Corvette           | 89            |
| 67 DNF | GT        | 48                   | WTF Engineering                               | Hans Hauser Robert Dubler Ed Magner Michael DeFontes                        | Chevrolet 5.7 L V8           | 89            |
| 68 DNF | GT        | 52                   | Mastercar                                     | Luca Drudi Gabrio Rosa Andrea Ceccato Pierangelo Masselli Andrea Montermini | Ferrari 360 Modena Challenge | 83            |
| 68 DNF | GT        | 52                   | Mastercar                                     | Luca Drudi Gabrio Rosa Andrea Ceccato Pierangelo Masselli Andrea Montermini | Ferrari 3.6 L V8             | 83            |
| 69 DNF | GT        | 63                   | Team Spencer Motorsports                      | Dennis Spencer Scott Spencer Rich Grupp Gary Drummond Charles Espenlaub     | Mazda RX-8                   | 74            |
| 69 DNF | GT        | 63                   | Team Spencer Motorsports                      | Dennis Spencer Scott Spencer Rich Grupp Gary Drummond Charles Espenlaub     | Mazda 1.3 L 3-Rotor          | 74            |
| DNS    | GT        | 49                   | Team Sahlen                                   | Joe Sahlen Joe Nonnamaker Will Nonnamaker Wayne Nonnamaker                  | Chevrolet Corvette           | -             |
| DNS    | GT        | 49                   | Team Sahlen                                   | Joe Sahlen Joe Nonnamaker Will Nonnamaker Wayne Nonnamaker                  | Chevrolet LS2 6.0 L V8       | -             |